# 波吉比
52°13′21″N 141°39′03″E / 52.22250°N 141.65083°E
波吉比（俄语：Погиби）是俄罗斯联邦萨哈林州鞑靼海峡沿岸的一个小镇。附近的波吉比角是萨哈林岛到俄罗斯大陆的最近海角，此处的涅韦尔斯科伊海峡宽度7.5 km。